# Cryhavoc
Cryhavoc es una banda finlandesa de Death Metal Melódico formada el año 1992 en Helsinki.
Su nombre proviene de una de las cita de Shakespeare en el drama Julio César 
("Cry, 'Havoc!' and let slip the dogs of war")
que en su traducción diria
"Grita ¡devastación! Y suelta los perros de la guerra"
la cual es una señal de ataque en la caza o en la guerra.

## Historia
La banda se formó el año 1992 con el nombre de Preprophecy siendo una banda de Death metal Clásico.
Después de grabar 2 demos, en 1996 el bajista Juha Korpikallio y el baterista Jan Gröndahl decidieron dejar la banda siendo reemplazados en poco tiempo por Taneli Nyholm (perteneciente a Babylon Whores y Absurdus) y Matti Roiha (perteneciente Absurdus) decidiendo cambiar el nombre de la banda a Ravenfall
Luego de grabar el tercer demo, el baterista y el bajista decidieron dejar la banda por no ser capaces de seguir en dos bandas a la vez, siendo remplazados por dos nuevos integrantes Kari Myöhäne y Pauli Tolvanen. Esto provocó un cambio más en el nombre por el que ya sería el definitivo Cryhavoc (No confundir con la banda de Hard rock escocés Cry havoc)
En enero de 1998 la banda entró en el Tico-Tico Studio para grabar su álbum "Sweetbriers", siendo bien recibido por sus seguidores y teniendo comparaciones inmediatas con In Flames. 
En agosto de 1999, se lanzó el álbum "Pitch-Black Blues" en Finlandia poco después en toda Europa y finalmente en diciembre en América.

## Miembros
- Kaapro Ikonen - Voz - (1992-)
- Jouni Lilja - Guitarra - (1992-)
- Risto „Raven“ Lipponen - Guitarra - (1992-)
- Kari Myöhänen - Bajo - (1998-)
- Pauli Tolvanen - Batería - (1998-)

### Miembros pasados
- Juha Korpikallio - Bajo - (1992-1996)
- Jan Gröndahl - Batería - (1992-1996)
- Taneli Nyholm - Bajo - (1996-1998)
- Matti Roiha - Batería - (1996-1998)

## Discografía
- 1993 - A Tomb of Insanity (Demo)
- 1994 - Season of Sorrows (Demo)
- 1995 - Unbetiteltes (Demo)
- 1998 - Sweetbriers
- 1999 - Pitch-Black Blues

- Datos: Q356150